# Caulopsis gracillima
Caulopsis gracillima är en insektsart som först beskrevs av Walker, F. 1869.  Caulopsis gracillima ingår i släktet Caulopsis och familjen vårtbitare. Inga underarter finns listade i Catalogue of Life.